# هرمان ماكس
هرمان ماكس (بالألمانية: Hermann Max)‏ هو موزع ألماني، ولد في 1941 في غوسلار في ألمانيا.

## وصلات خارجية
- هرمان ماكس على موقع ميوزك برينز (الإنجليزية)
- هرمان ماكس على موقع أول ميوزيك (الإنجليزية)
- هرمان ماكس على موقع ديسكوغز (الإنجليزية)